# Даді-юрт
Даді-юрт (рос. Дади-Юрт, чеч. Дади-Юрт) — знищене в ході штурму російськими військами в 1819 році село (аул).
Село Даді-юрт розташовувалося на території сучасного Гудермеського району Чеченської республіки, на правому березі річки Терек на південний захід від станиці Шелковська.